# Amarjit Singh Sandhu
Amarjit Singh Sandhu (ur. 18 grudnia 1954) – ugandyjski hokeista na trawie pochodzenia hinduskiego, uczestnik Letnich Igrzysk Olimpijskich 1972.
Na igrzyskach w Monachium Singh Sandhu reprezentował swój kraj w ośmiu spotkaniach; były to mecze przeciwko ekipom: Meksyku (4-1 dla Ugandy), Malezji, Francji, Pakistanu (we wszystkich trzech, Uganda przegrała 1-3), Argentyny (0-0), RFN (1-1), Belgii (0-2) i Hiszpanii (2-2); ponadto w meczu przeciwko reprezentacji Pakistanu strzelił jednego gola. W klasyfikacji końcowej, jego drużyna zajęła przedostatnie 15. miejsce, wyprzedzając jedynie reprezentację Meksyku. Na tych samych igrzyskach wystąpił jego brat Rajinder Singh Sandhu.